# ソウル・サバイバー・ポリシー
ソウル・サバイバー・ポリシー (英語: Sole Survivor Policy)、または国防総省指令1315.15の「生存者のための特別分離政策」は、ある兵士が軍務により家族の他のメンバーを失った場合、その生存している兵士を徴兵または戦闘任務から守って生存させることを目的として作られた米軍の規則である。

## 歴史
この問題は第二次世界大戦中にUSS ジュノー（CL-52）が沈没し、サリヴァン兄弟の5人全員が戦死した後に世間の注目を集めたものであり、規定の制定につながった。生存者のための特別分離政策は1948年に法律として制定された。サリヴァン兄弟が著名であるため、時としてこのポリシーはサリヴァン法と混同されることがあるが、サリヴァン法は1911年の全く別の法律（銃規制法。法案を提出したトマス・サリヴァンにちなむ）であり、関係はない。1971年には、生存している唯一の息子または娘だけでなく、家族の中に戦闘関連の死を遂げた者がいる息子または娘も含めるよう議会は法律を改正した。

### 例
ソウル・サバイバー・ポリシーが1948年に正式に実施される以前にも、生存者が軍務を免除されるケースがいくつかあった。第二次世界大戦の際に、ボーグストロム兄弟のエルマー、クライド、双子のローロンとルーロンのそれぞれが、1944年の数ヶ月の間に戦死した。彼らの両親は同じく兵役中であった息子のボイドを軍務から解放するように求め、これが認められた。
ナイランド兄弟のケースでは、米国の情報部は、4人の兄弟の1人を除いて全員が戦死したと信じていた。しかし、アメリカ陸軍航空軍の長男エドワード・ナイランド技術軍曹が後にビルマの捕虜収容所に収容されていたと判明した。スティーヴン・スピルバーグ監督によるアカデミー賞を受賞した映画『プライベート・ライアン』の大筋はナイランド兄弟の話に基づいたものである。
ジェイソンとネイサン・ハバードは、兄弟のジャレドが2004年にイラクで亡くなった後に陸軍に加わった。2007年、ネイサンはヘリコプターの墜落事故で亡くなった。軍当局はその直後、ジェイソンに帰還を命じた。
ジェレミー、ベン、ボーのワイズ兄弟は、アフガン戦争で実戦の任務についていた。元SEALsの隊員であったジェレミーは軍事請負業者としてCIA基地におり、自爆テロにより基地が攻撃された2009年に殺された。後の2011年、陸軍特殊部隊の衛生兵であったベンは、アフガニスタンで重傷を負い、ランドスツール地域医療センターでその負傷により死亡した。ボーはその際に海兵隊と共にアフガニスタンに配備されていたが、戦闘任務から直ちに解放されアメリカに戻った。

## 規則
ソウル・サバイバー・ポリシーは平時にのみ適用される。対象となるのは、「一人息子」、「家名を継いだ最後の息子」、「唯一生き残った息子」である。国家非常事態宣言時には、ソウル・サバイバー・ポリシーは上記のいずれにおいても適用されない。この規定の適用を受けるためには、兄弟姉妹のうちで残っている最後の1人になる必要はない。3人以上の兄弟姉妹が軍人として任務についており、そのうち1人が死亡した場合、あとの者はこの規定の適用対象になり得る。この規定は任意であるため帰国を希望する家族の一員はポリシーの適用を申請し承認を得る必要がある。国防総省指令1315.15「生存のための特別分離政策」の対象とならない軍隊のメンバーには、現在軍法会議で起訴されている者、または軍法会議で有罪判決を受けた者が含まれる。
下士官と将校のどちらもが兵役免除を申請できるようにポリシーが変更された。また、家族の死亡の通知を受けた後に軍隊へ再加入する、または定められた現役期間を超えて兵役期間を延長した場合、それらのメンバーは自動的にこの資格を失うものとされる。